# In the Season of Buds
In the Season of Buds è un cortometraggio muto del 1910 diretto da David W. Griffith. La sceneggiatura è firmata da Stanner E.V. Taylor e da Mary Pickford, interprete principale del film nel quale recita affiancata da Mack Sennett, Charles West, W. Chrystie Miller e Kate Bruce.

## Trama
Mabel giunge alla fattoria dello zio Zeke dove Steve e Henry, i due braccianti, si innamorano entrambi di lei. Il favorito sembra essere Henry e l'amico, allora, si ritira nell'ombra. Ma, mentre Mabel gli fa delle timide avances, Henry non osa corteggiarla apertamente, tanto che lei si irrita e cerca di ingelosirlo con Steve. Non capendo quello che sta succedendo, Henry ascia la fattoria e se ne va via. Passano gli anni. Steve ha sposato Mabel e la loro è una famigliola veramente felice. Un giorno, però, riappare Henry che, quando rivede Mabel, scopre che è sposata ed è madre di un bambino. Invitato a restare alla fattoria, lui declina con la scusa che deve prendere di corsa il treno. Mabel, a vederlo andare via, prova del dolore ma l'amore affettuoso del marito la rende conscia che la sua vita sarà sempre appagata e felice.

## Produzione
Il film fu prodotto dalla Biograph Company. Fu girato a Stamford, nel Connecticut.

## Distribuzione
Distribuito dalla Biograph Company, il film - un cortometraggio in una bobina - uscì nelle sale cinematografiche statunitensi il 2 giugno 1910. Ne venne fatta una riedizione che la General Film Company distribuì sul mercato americano il 17 luglio 1914 con il titolo The Season of Buds.